# Jean Vidal (homme politique)
Pour les articles homonymes, voir Jean Vidal (homonymie) et Vidal.
Jean Vidal est un homme politique français né le 31 octobre 1764 à Orthez (Pyrénées-Atlantiques) et décédé le 4 décembre 1818 au même lieu.

## Biographie
Administrateur et procureur syndic du district d'Orthez, il est élu suppléant à la Convention en 1792 et appelé à siéger le 5 octobre 1793. Il passe au Conseil des Cinq-Cents le 21 vendémiaire an IV et en démissionne le 13 ventôse an V. Il est substitut du procureur à Orthez en 1812 et redevient député des Basses-Pyrénées en 1815, pendant les Cent-Jours. Il reprend ensuite sa carrière judiciaire et devient juge d'instruction en 1818.